# Christian Senkel
Christian Senkel (* 29. Dezember 1965 in München) ist ein deutscher evangelischer Theologe und apl. Professor für Systematische Theologie an der Theologischen Fakultät Halle.

## Leben und Wirken
Senkel studierte evangelische Theologie in München und promovierte ebendort 1997 bei Hermann Timm mit einer Arbeit zum „Zitat im theologischen Sprachdenken“. Nach Stationen an den Universitäten Würzburg und Marburg ging Senkel 2001 nach Halle (Saale), wo er unter anderem als Mitarbeiter von Klaus Tanner und Jörg Dierken wirkte. 2010 habilitierte er sich dort mit einer Arbeit zur „Konfessionellen Semantik im nationalen Diskurs zwischen 1749 und 1813“. Seitdem arbeitete er unter anderem als Leiter des Landesgraduiertenkollegs „Kulturelle Wirkungen der Reformation“ für die Reformationsgeschichtliche Sozietät der Martin-Luther-Universität und nahm Vertretungsprofessuren an der Universität Bielefeld, an der Kirchlichen Augustana-Hochschule Neuendettelsau und an der Universität Gießen wahr.

## Publikationen (Auswahl)
- Autorisierung. Das Zitat im theologischen Sprachdenken. Fallstudien zu Erasmus von Rotterdam, Johann Georg Hamann und Karl Kraus, Weinheim 2003. ISBN 978-3-407-32052-0
- Patriotismus und Protestantismus. Konfessionelle Semantik im nationalen Diskurs zwischen 1749 und 1813, Tübingen 2013. ISBN 978-3-16-152714-2.
- gemeinsam mit Michael Fischer (Hrsg.): Säkularisierung und Sakralisierung. Literatur – Musik – Religion, Tübingen und Basel 2004. ISBN 978-3-7720-8042-5.
- gemeinsam mit Michael Fischer und Klaus Tanner (Hrsg.): Reichsgründung 1871. Ereignis – Beschreibung – Inszenierung, Münster u. a. 2010. ISBN 978-3-8309-7103-0.
- als Herausgeber: Geistes Gegenwart: zur religiösen Grundierung der Lebenswelt, Leipzig 2016. ISBN 978-3-374-04185-5.
- gemeinsam mit Alf Christophersen und Marianne Schröter (Hrsg.): Reformation heute, Leipzig 2017. ISBN 978-3-374-04977-6.
- gemeinsam mit Eberhard Harbsmeier (Hrsg.): Innerlichkeit – Existenz – Subjekt : Kierkegaard im Kontext. Dokumentation zweier Internationaler Arbeitsgespräche an der Theologischen Fakultät der Humboldt-Universität zu Berlin und an den Franckeschen Stiftungen zu Halle an der Saale, Leipzig 2017. ISBN 978-3-374-04804-5.
- gemeinsam mit Alf Christophersen und Marianne Schröter (Hg.): Protestantische Individualitätskulturen, Leipzig 2018. ISBN 978-3-374-04943-1.